# Ciputat
Ciputat est une ville d'Indonésie située dans l'ouest de l'île de Java, dans la province de Banten et fait partie de l'aire métropolitaine de Jakarta. En 2020, elle avait une population de 208 722 habitants.